# Подсумок

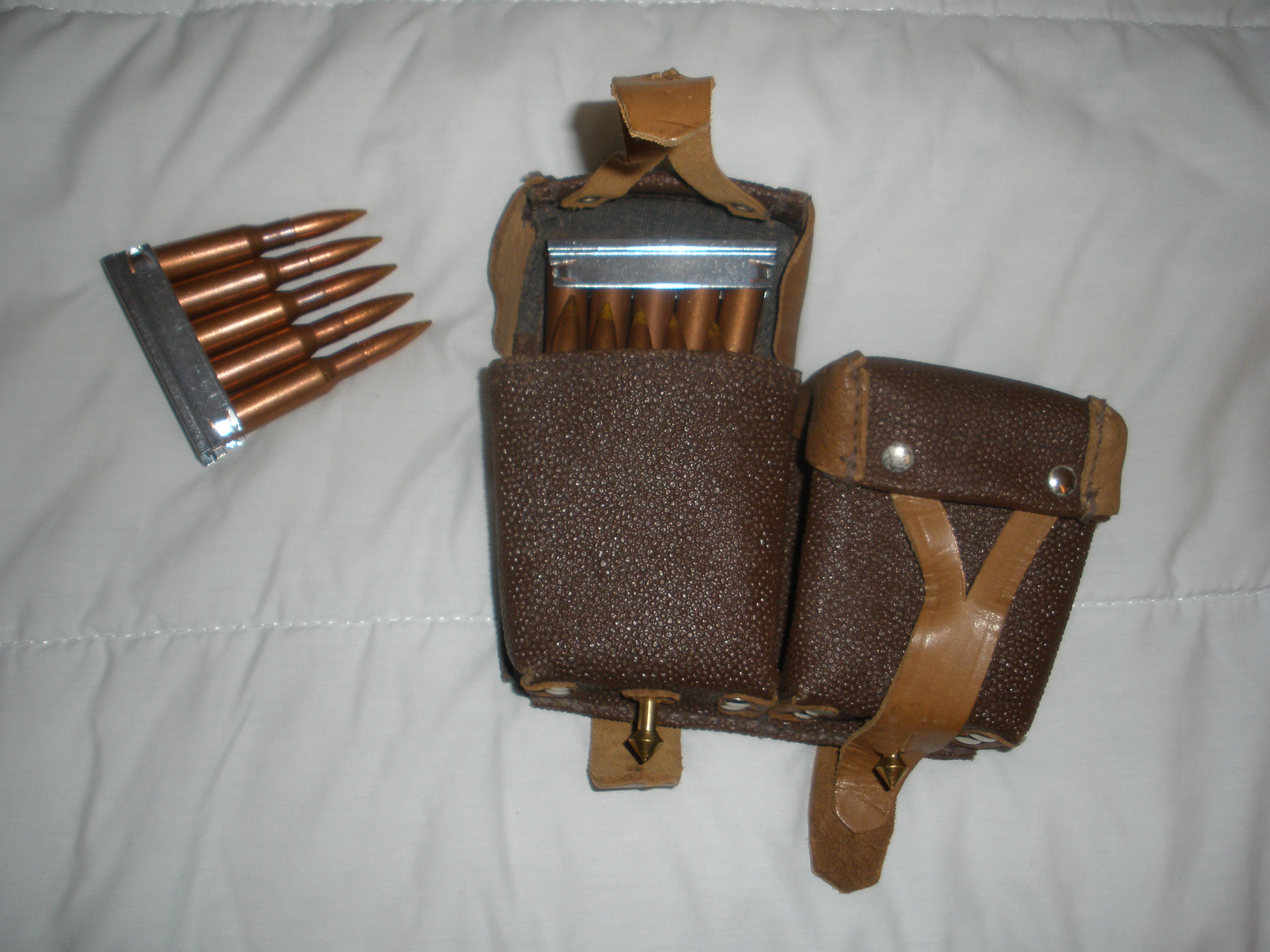
Боекомплект к винтовке Мосина, снаряжённый в обоймы, и сумка поясная патронная двухгнёздная

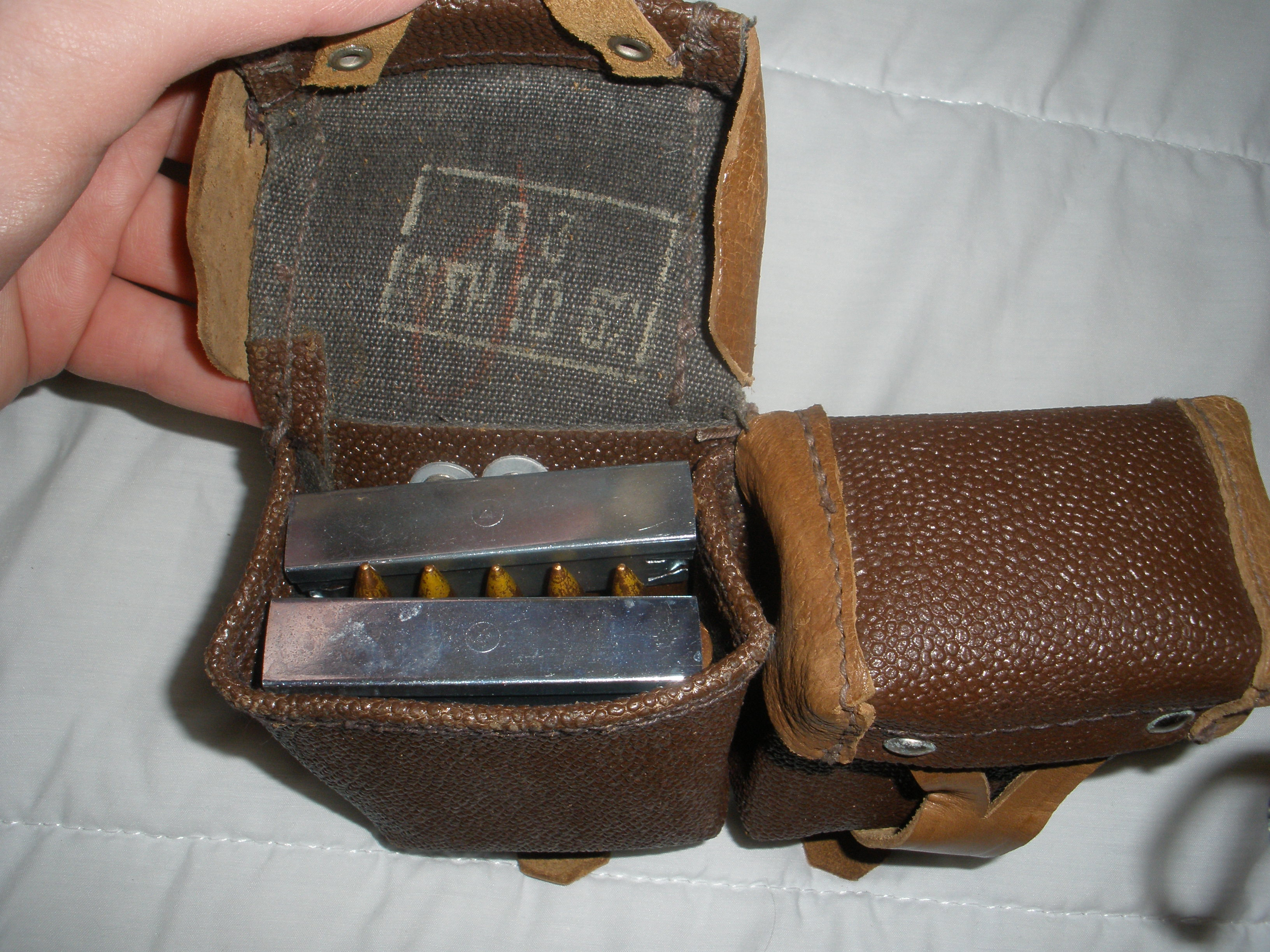
Боевой комплект к винтовке Мосина, снаряжённый в обоймы, в сумке поясной патронной двухгнёздной

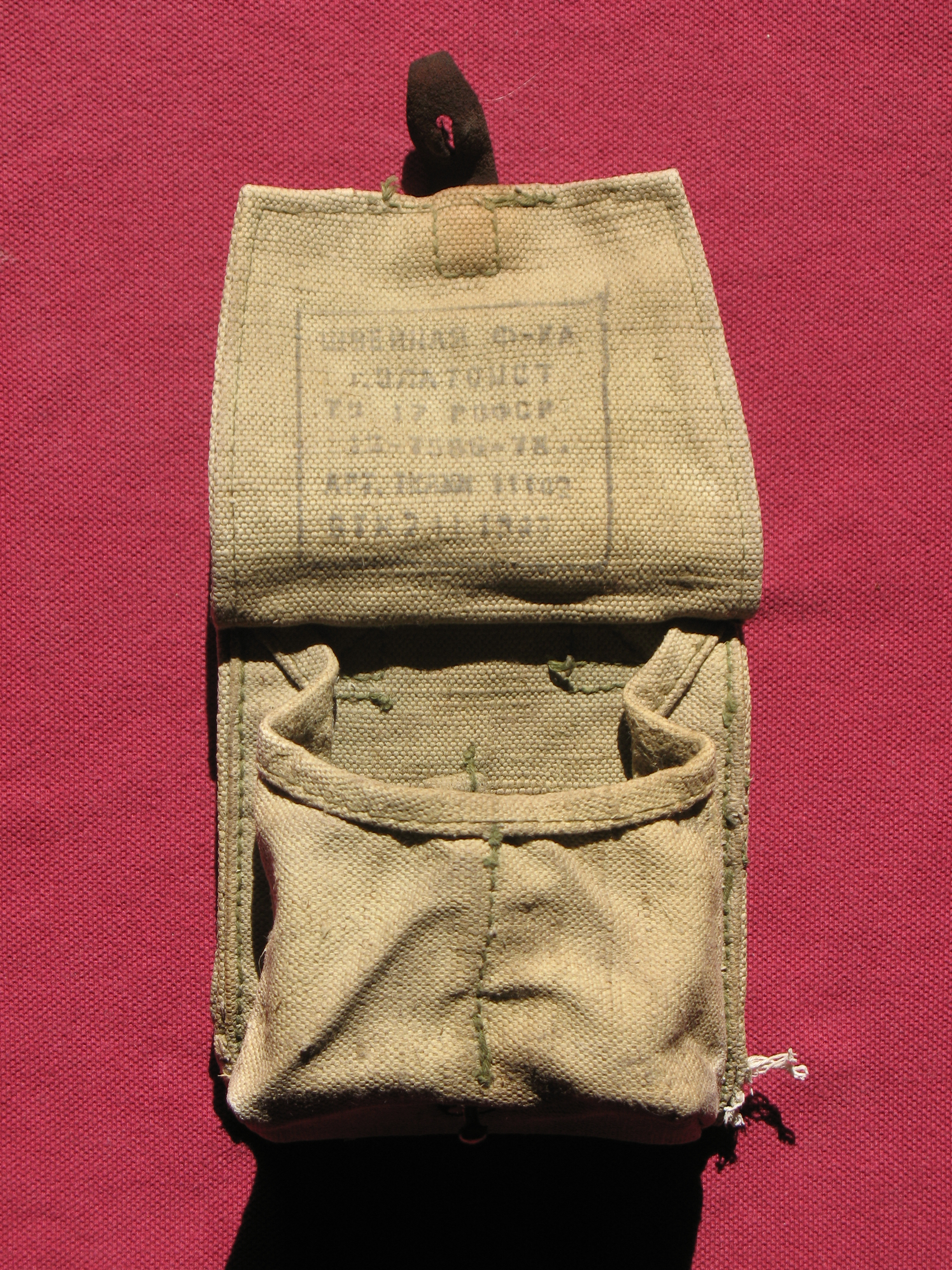
Сумка для ручных гранат, ВС СССР, рассчитана на две гранаты, 1982 год

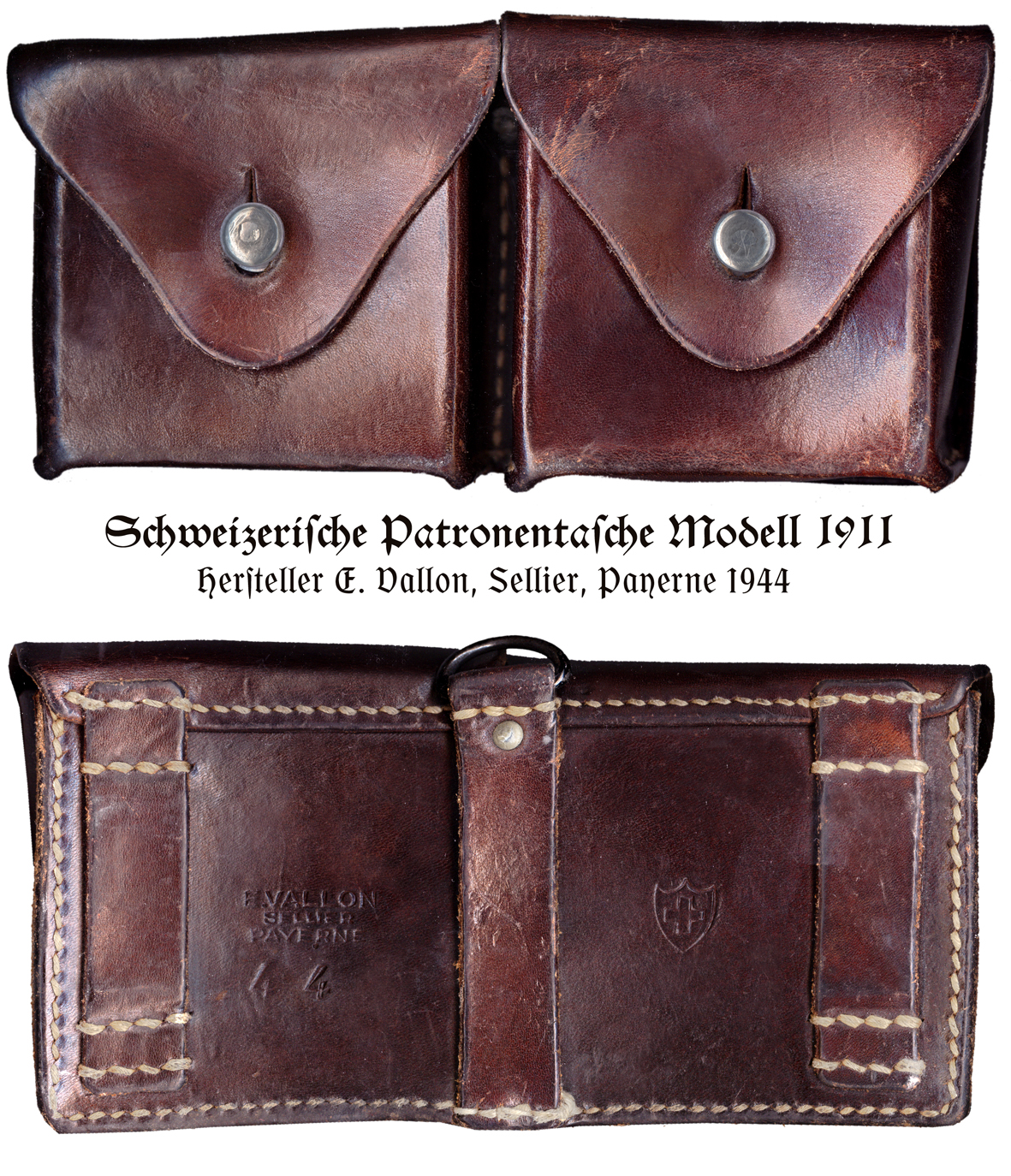
Швейцарский подсумок обр. 1911 года

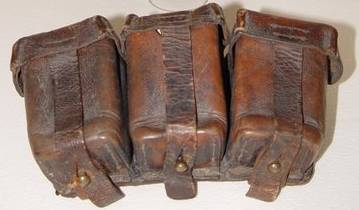
Германский подсумок обр. 1914 года

Подсумок (патронная сумка, ранее солдатская сума) — сумка-контейнер небольшого размера, носимая на поясном ремне или на разгрузочном снаряжении.
Изготавливается из кожи, брезента, кирзы; в настоящее время — в основном из синтетических тканей. Закрывается клапаном на медные или бронзовые шпеньки, застёжкой-молнией или текстильной застёжкой. Применяется для размещения и переноски боеприпасов (первоначально — патронов в обоймах). В настоящее время термин «подсумок» также стал применяться по отношению к чехлам, используемым для переноски радиостанций, батарей, фонарей, фляг, полицейской дубинки, сумкам-укладкам для аптечек, инструмента и так далее. Сумки для гранат и магазинов в обиходе нередко неправильно называют подсумками. Кроме того, существуют подсумки, закрепляемые на прикладе оружия, и подсумки, крепящиеся к раме или под седло велосипеда или мотоцикла.

## Россия

### Российская империя
В Вооружённых силах Российской империи патронная сумка составляла предмет снаряжения, относилась к амуничным вещам и к предметам вещевого довольствия военнослужащего. Патронная сумка изготавливалась из юфти. Срок службы патронной сумки составлял 14 лет.

Патронная сумка, кожаная сумка, служащая для ношения патронов, носимая на поясе. В снаряжении солдата находятся обыкновенно две патронные сумки, вмещающие в различных государствах от 60 до 100 патронов. В некоторых кавалерийских частях вместо патронной сумки употребляются лядунки или металлические патронные сумки.— Энциклопедический словарь Ф. А. Брокгауза и И. А. Ефрона. — СПб.: Брокгауз-Ефрон. 1890—1907 гг.
- патронная сумка образца образца 1891 года (по некоторым данным образца 1892 года), для винтовки Мосина. Данный тип изготавливался из толстой кожи и имел вытянутую коробчатую форму с закругленным донцем. Патронная сумка вмещала в себя 6 обойм (по 5 патронов в каждой), закрывалась на медные или бронзовые шпеньки. В 1936 году, после принятия на вооружение РККА ранца образца 1936 года, патронная сумка образца 1891 года дополняется кольцом для крепления к ранцу.

### Союз ССР
- патронная сумка образца 1937 года, принята на снабжение Красной армии в 1937 году. Данный тип патронной сумки, двухсекционной, изготавливалась из кожи (с применением заклепок, или без них) с вшитыми стальными овальными кольцами для крепления ранцевого снаряжения. Каждое отделение двухсекционного патронной сумки вмещало в себя по три — четыре обоймы.

20. Внести изменения в снаряжение рядового и начальствующего состава:
- ж) вместо двух патронных и одной запасной сумки оставить на бойце одну сумку на 30 патрон и патронташ для ношения через плечо на 60 патрон;— Протокол подкомиссии под председательством начальника снабжения Красной Армии корпусного комиссара т. Хрулёва, 19-20 апреля 1940 г., Подкомиссия по вопросам организации и системы военно-хозяйственного снабжения Красной Армии

- патронная сумка образца 1941 года, приказ НКО СССР № 005 от 1 февраля 1941 г. Патронные сумки имели некоторые части из кирзы. По форме они повторяют патронные сумки образца 1937 года.
- универсальная патронная сумка для винтовки Мосина и самозарядной винтовки Токарева (СВТ), в июле 1941 года, выполнялась из кожи, брезента и различных заменителей.
- упрощенная патронная сумка, приказом от 12 октября 1941 года, выполнялась из кожи, брезента и различных заменителей. Представляла собой простую сумку с короткими шлёвками для надевания на ремень и могла застегиваться на пуговицу, шпенёк и так далее. По нормам снабжения полагалась одна такая патронная сумка.

1. Караульная форма одежды состоит из шинели (полушубка, полевой утеплённой куртки), комплекта чистой и исправной повседневной (полевой) формы одежды, обуви, головного убора, поясного ремня и сумки для магазинов (обойм). — Приложение 8, К ст. 103 и 238, Устав гарнизонной и караульной службы ВС России, 1993 год.

## Германия

Германский солдат с подсумками

- Патронная сумка обр. 1909 года (Patronentasche 09 — Патронташ 09). Делалась из чернёной кожи (встречаются патронные сумки и из гладкой кожи) с тремя секциями, иногда с разделителем для каждой секции, пришитыми к немного изгибающейся кожаной задней стенке подсумка. Крышки секций пристёгивались петлей к крючку с нижней стороны каждой секции. На задней стенке подсумка были две петли для ремня и кольцо D-образной или четырёхугольной формы для пристегивания поддерживающих ремней; каждая их секция вмещала по три обоймы, всего 45 патронов в каждом подсумке. Эти патронные сумки использовались в пехотных частях до 1933 года.
- Подсумок обр. 1911 г. (Patronentasche 11) для основного оружия немецкой пехоты — карабина Kar.98k, принятого на вооружение в 1934 г. (хотя использовались и другие модели винтовок и карабинов Маузера калибра 7,92 мм), были такими же, как и подсумки обр. 1909 г., но каждая секция вмещала по две обоймы из пяти патронов калибра 7,92 мм, всего 30 патронов в каждом подсумке. Их часто называют подсумками обр. 1909 г., но это неправильно. Подсумок обр. 1911 г . первоначально был введён для использования альпийскими стрелками, позже, в 1933 г., заменил собой подсумок обр. 1909 г. во всех сухопутных войсках.